# Ichneumon lividus
Ichneumon lividus är en stekelart som beskrevs av Gmelin 1790. Ichneumon lividus ingår i släktet Ichneumon och familjen brokparasitsteklar. Inga underarter finns listade i Catalogue of Life.